# Doppio slalom
Doppio slalom è stato un gioco a quiz per ragazzi dai 14 ai 18 anni, basato sul format statunitense della trasmissione della NBC Blockbusters, andato in onda su Canale 5 da lunedì 30 settembre 1985 fino a venerdì 28 dicembre 1990. La trasmissione fu registrata presso lo Studio 4 della Videotime.

## Storia
Il programma fu condotto per cinque anni da Corrado Tedeschi, che dal 3 settembre 1990 lasciò la conduzione a Paolo Bonolis per passare a condurre Il gioco delle coppie, in sostituzione di Marco Predolin.
L'autore del quiz era Davide Tortorella (insieme a Francesco Galimberti e Giorgio Maimone). Tortorella, tuttora autore di numerosi quiz per le reti Mediaset, era anche la voce fuori campo che dirimeva dubbi, proponeva curiosità e aneddoti sui concorrenti, e rispondeva alle loro domande. Il regista storico era Roberto Meneghin. La curatrice del programma era Fatma Ruffini, la produttrice Margherita Caligiuri, la scenografia di Graziella Evangelista e Sergio Giacon.
Andato in onda nella fascia pomeridiana, sempre intorno alle ore 17:00 per la durata di mezz'ora, il quiz si caratterizzava per la sua velocità, insita nello spirito del programma stesso.
L'ultima edizione vide l'abbandono di Tedeschi e l'arrivo al suo posto di Paolo Bonolis. In quel periodo il gioco si presentò con molte novità e Bonolis, che aveva appena lasciato la conduzione del programma per ragazzi Bim bum bam, non riuscì ad entrare nei meccanismi scanzonati e divertenti della trasmissione, apparendo un "pesce fuor d'acqua": il programma ne risentì negli ascolti tanto che, a fine dicembre del 1990, si decise inaspettatamente di chiudere la trasmissione.
Doppio Slalom è stato poi ritrasmesso su Happy Channel, un'emittente del gruppo Mediaset nel 2000, così come tante altre trasmissioni storiche di Canale 5.

## Regolamento
La sfida era fra la squadra blu, composta da un solo giocatore, e la squadra gialla, formata da una coppia.
Il tabellone (che era l'elemento centrale sia del gioco che dell'intera trasmissione) era installato "fuori campo": i concorrenti lo consultavano semplicemente guardando alle spalle delle telecamere, ed il pubblico da casa seguiva le fasi di gioco attraverso l'inquadratura di una telecamera fissa su di esso, che era composto da venti caselle esagonali (affiancate a ricordare le celle di un alveare di forma rettangolare) che contenevano, a rotazione, le ventisei lettere dell'alfabeto internazionale dalla A alla Z. Ad ogni casella corrispondeva una domanda posta dal conduttore alle squadre, la cui risposta iniziava con la lettera indicata sulla casella stessa. In virtù della struttura "ad alveare" era praticamente impossibile che la singola manche di gioco potesse terminare in pareggio; solo la vittoria di un giocatore determinava l'impossibilità per l'altra squadra di completare il percorso.
Lo scopo, per ogni squadra, consisteva nel colorare le caselle del tabellone del proprio colore, rispondendo esattamente a domande di cultura generale (storia, geografia, attualità, spettacolo, letteratura, scienze), in modo da disegnare uno "slalom". Per la squadra blu (un concorrente) lo slalom consisteva in un percorso (il più delle volte a zig-zag), della lunghezza minima di 4 caselle, che unisse la parte superiore a quella inferiore del tabellone, mentre per la squadra gialla (due concorrenti) lo slalom doveva unire la parte destra del tabellone a quella sinistra, con un percorso della lunghezza minima di 5 caselle. La squadra gialla aveva un percorso più lungo da fare sul tabellone perché così il vantaggio di essere in due veniva annullato in modo da non penalizzare troppo il concorrente singolo.
Il gioco si componeva di due o tre manches dette Slalom. Vinceva lo slalom la squadra che per prima completava il proprio percorso. In caso di parità dopo il secondo slalom ("slalom di rivincita"), veniva effettuato lo "slalom di spareggio". Era decretata campione la squadra che per prima vinceva due manches.
In ogni slalom la casella iniziale veniva scelta casualmente, mentre le successive venivano scelte dalla squadra che aveva risposto correttamente alla domanda precedente, al fine di completare il proprio percorso o ostacolare il percorso della squadra avversaria.
La squadra campione si sottoponeva allo "slalom gigante", affrontato da un solo concorrente anche nel caso in cui fosse risultata campione la squadra gialla. Il concorrente doveva procedere da sinistra a destra in un tabellone nel quale le caselle contenevano più lettere, indicanti le iniziali delle parole della risposta alla domanda associata alla casella. Ad ogni risposta esatta la casella si illuminava, dando la possibilità al concorrente di proseguire nel percorso verso il lato destro del tabellone scegliendo una delle caselle adiacenti. Ogni errore determinava lo spegnimento della casella corrispondente, complicando così il percorso che nei casi più sfortunati poteva addirittura chiudersi su sé stesso, ancor prima dello scadere del tempo massimo che era di 60 secondi per concludere lo slalom gigante.
Per ogni slalom completato si vincevano 200.000 lire (103,29 euro), 500.000 lire (258,23 euro) erano il premio per il completamento dello slalom gigante, o 50.000 lire (25,82 euro) per ogni risposta esatta nel caso in cui lo slalom gigante non veniva completato. La massima vincita per una squadra per puntata era quindi di 900.000 lire (464,81 euro). La squadra campione aveva il diritto di partecipare alla puntata successiva della trasmissione. Prevedendo il regolamento del gioco un limite di 10 partecipazioni, le vincite massime registrate sono state di 9.000.000 di lire (4648,12 euro), tranne che nel caso di un concorrente dell’edizione 1986-1987, che all’ultimo slalom gigante scelse di non completare il percorso per poter rispondere ad un maggior numero di domande; avendone risposte esattamente 12 vinse 600.000 lire (309,87 euro), raggiungendo così un totale di 9.100.000 lire (4699,76 euro), che rappresenta la vincita massima mai registrata.

## La scenografia
Lo studio dove veniva registrato Doppio Slalom (il 4 di Cologno Monzese) era formato da:
- Un pavimento formato da un esagono rosso con un cerchio giallo all'esterno;
- Pannelli trasparenti appuntiti con i rispettivi neon e bande nere;
- Una struttura con degli esagoni nella parte sopra;
- Una struttura colorata in tutte e 2 le parti;
- Il logo della trasmissione;
- Un tabellone a forma di alveare (nelle ultime 2 edizioni, il tabellone venne cambiato).

Nell'edizione 1989–1990, la scenografia venne modificata. Venivano tolti gli esagoni che erano sopra i pannelli, ed inoltre le strisce gialle e rosse venivano sostituite con delle strisce più grandi, sempre dello stesso colore.

## Sigla della trasmissione
La sigla si chiama Block Busters ed è composta da Giampiero Boneschi e Sergio Farina. Un breve estratto del brano è stato pubblicato nel 2021 per il CD La musica della TV.
- Dal 1985 al 1987, la sigla mostrava una palla che rotolava sbattendo su diversi esagoni contenenti le lettere dell'alfabeto. Successivamente la palla effettuava una specie di scalata rotolando sulla scritta Slalom, posizionandosi come puntino sulla lettera I ed andando a formare il logo della trasmissione.
- Dal 1987 al 1989, la sigla grafica risultò modificata e cambiata rispetto a prima. La sigla mostrava una specie di giostra con in basso un nuovo logo della trasmissione che percorrendo le montagne russe andava a sbattere in tutte le direzioni. Alla fine della sigla la giostra si fermava davanti a uno schermo televisivo dove appariva il secondo logo della trasmissione.
- Nel periodo 1989–1990, la sigla mostrava semplicemente il conduttore Corrado Tedeschi che faceva il suo ingresso in trasmissione insieme ai suoi collaboratori e ai concorrenti.
- Sotto la conduzione di Paolo Bonolis, nel 1990, la sigla mostrava le immagini di alcune vecchie automobili e motociclette che erano parcheggiate, mentre il conduttore si chiedeva prima da solo e dopo lo chiedeva anche ai suoi collaboratori dove doveva andare, cercando poi di recarsi in regia venendone allontanato. Infine Bonolis indicava alle sue collaboratrici le tessere con le definizioni poste sempre dal conduttore televisivo che si dirigeva verso un cameraman, al quale lui dava una manata e lo faceva solo per finta.

## Partecipanti
Nel 1986, partecipò come concorrente Mario Adinolfi, mentre l’anno dopo parteciparono alla trasmissione Auro Bulbarelli e Francesco Vezzoli.
Nel 1988, poi, a partecipare ci fu Matteo Salvini, all'epoca quindicenne.